# Stavovské divadlo

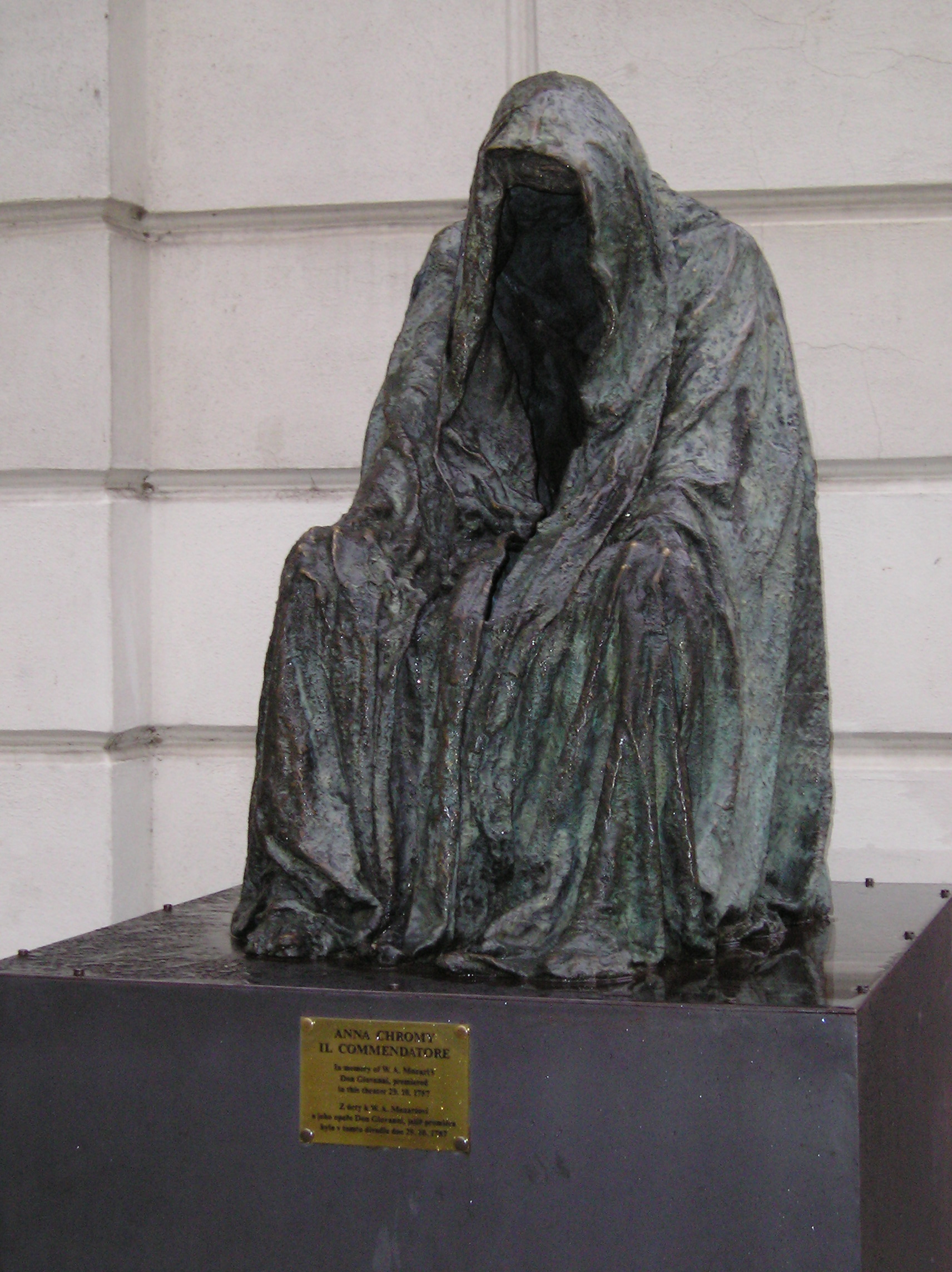
Anna Chromy, Il Commendatore

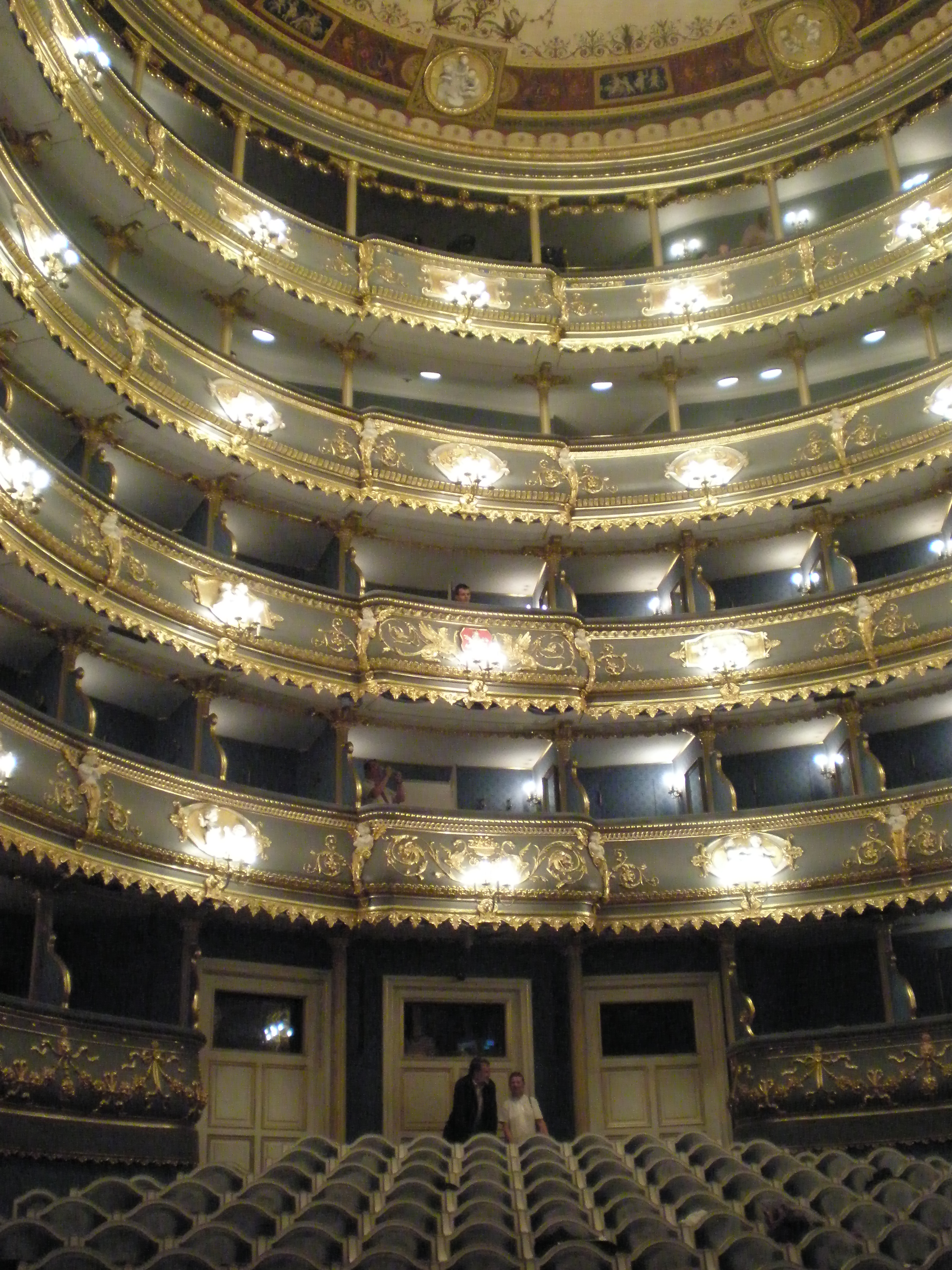
Wystrój wnętrza teatru, widoczna część parteru i loże środkowe

Stavovské divadlo (Teatr Stanowy) – jeden z teatrów w Pradze, wchodzący w skład zrzeszającego obecnie pięć scen Teatru Narodowego, uznawany za najsłynniejszy teatr w mieście. Wpisany pod numerem 107. na listę Narodowych zabytków kultury Republiki Czeskiej. Położony jest przy Ovocném trhu (Owocowy Targ) w dzielnicy Praha 1 (Staré Město).

## Historia
Teatr został zbudowany w stylu klasycystycznym w latach 1781–1783 według projektu Antona Haffeneckera we współpracy z Sebastianem Küniglem. Jego fundatorem był hrabia Franz Anton von Nostitz-Rieneck (František Antonín Nostic-Rieneck); od jego nazwiska teatr został nazwany Gräflich Nostitzsches Nationaltheater (Hraběcí Nosticovo národní divadlo), następnie przemianowany na Królewski Teatr Stanowy (Královské Stavovské Divadlo). Nazwa zresztą zmieniała się dosyć często – teatr nazywał się jeszcze Königlich Deutsches Landestheater (Královské zemské německé divadlo), ze względu na to, że była tutaj siedziba zespołu niemieckiego, a także Tylovo divadlo – na cześć Josefa Kajetána Tyla, pisarza i dramaturga czeskiego. Parokrotnie był też przebudowywany i odnawiany. Obecną nazwę przywrócono mu ostatecznie po renowacji, jaka miała miejsce w latach 1982–1990.

## Architektura i wystrój
W wystroju teatru dominuje kolor błękitny z białym i złotym, mieści się tutaj pięć kondygnacji lóż. Sala główna uformowana jest w kształcie litery „U” wokół podestu orkiestry. Z zewnątrz budynek jest biało-zielony. W ryzalicie nad wejściem głównym znajduje się tympanon z herbem przedstawiającym czeskiego lwa, a nad nim korona rangowa świętego Wacława. Poniżej herbu widnieje łaciński napis: „PATRIAE ET MUSIS” („Ojczyźnie i Muzom”). Tympanon od strony południowej (ulica Havířská) zawiera napis „FRANCISCUS ANTONIUS S. R. I. COMES DE NOSTITZ-RIENEK FUNDAVIT A. D. MDCCLXXXI”, od strony północnej – „DELEGATI INCLYTI REGNI BOHEMIAE REEDIFICARI FECERUNT A. D. MDCCCLIX”. Budynek z zewnątrz jest dwupiętrowy. Uwagę zwracają pilastry, a w głównym ryzalicie kolumny wykończone kapitelami w porządku korynckim.
Od strony praskiego rynku, przy wejściu do teatru stoi rzeźba Il Commendatore, poświęcona Komandorowi z Sewilli, ojcu Donny Anny, jednemu z bohaterów opery Don Giovanni. Autorką rzeźby jest Anna Chromy.

## Twórcy związani z teatrem i ich dzieła
Otwarcie teatru nastąpiło 21 kwietnia 1783, wystawiono wtedy Emilię Galotti Gottholda Ephraima Lessinga. Jednak swoją sławę Stavovské divadlo zawdzięcza przede wszystkim Wolfgangowi Amadeusowi Mozartowi, gdyż już w pierwszych latach istnienia teatru miały w nim miejsce światowe prapremiery oper Don Giovanni i Łaskawość Tytusa (La clemenza di Tito), wpisujące Pragę na najważniejsze karty historii opery.
Mozart na fali praskiej popularności Wesela Figara odwiedził miasto i 19 stycznia 1787 pod batutą samego kompozytora tutaj po raz pierwszy została wykonana jego XXXVIII symfonia (KV 504), która z tego powodu otrzymała przymiotnik praska. Otrzymał także zlecenie skomponowania opery specjalnie dla tego teatru. Wybór padł wówczas na Don Giovanniego, do którego libretto napisał Lorenzo Da Ponte. Opera w teatrze Nostitza odniosła o wiele większy sukces, niż jej późniejsza wiedeńska wersja. Premiera odbyła się 29 października 1787. Rolę tytułową śpiewał Luigi Bassi. Warto zauważyć, że wówczas zespół praskiego teatru, któremu szefował Pasquale Bondini, liczył siedmioro śpiewaków, a opera napisana jest na osiem ról, toteż rolę Masetta i Komandora śpiewał jeden wykonawca. Twórca powrócił tu jeszcze na koronację Leopolda II Habsburga na króla Czech, którą 6 września 1791 uświetniła premiera Łaskawości Tytusa, libretto do opery napisał Caterino Mazzolà według Pietra Metastasia. Cesarzowa miała podobno określić dzieło mianem „niemieckiego świństwa” (wł. una porcheria tedesca). Także przychylna Mozartowi praska publiczność początkowo operę przyjęła dość chłodno, by jednak ostatnie wtedy wykonanie (30 września) według relacji poinformowanego o "nadzwyczajnym powodzeniu" Mozarta przyniosło bisy oraz okrzyki zachwytu.
6 września 1816 Ludwig Spohr wystawił tu po raz pierwszy swoją operę Faust.
Swoją premierę 2 lutego 1826 miała tu także pierwsza czeska opera – Druciarz (Dráteník) Františka Jana Škroupa. Kolejną ważną datą dla Teatru Stanowego jest też 21 grudnia 1834, gdy odbyła się tutaj premiera śpiewogry Fidlovačka, także z muzyką Škroupa i słowami Josefa Kajetána Tyla; jedna z pieśni tej śpiewogry, Kde domov můj, od 1918 stała się hymnem Czechosłowacji, zaś obecnie jest hymnem czeskim.
Poza największymi nazwiskami czeskimi czy niemieckimi, występowali tu twórcy i artyści z innych krajów w Europie i spoza niej. Spośród najważniejszych należy wymienić takich jak Carl Maria von Weber, Anton Rubinstein, Karl Goldmark, czy Gustav Mahler, śpiewaczka Angelica Catalani, kompozytor i wirtuoz skrzypiec Niccolò Paganini, a także August Wilhelm Iffland, Ferdinand Raimund, Johann Nepomuk Nestroy, Wenzel Scholz, Ira Aldridge i wielu innych.
Czeski reżyser Miloš Forman w teatrze tym kręcił także sceny do swojego filmu Amadeusz, obrazującego życie i twórczość Wolfganga Amadeusa Mozarta.